# 里卡多·卡瓦略
里卡多·卡瓦略（Ricardo Carvalho，ComM，1978年5月18日—），是一名已退役葡萄牙足球員，司职後衛，曾效力法甲豪門摩纳哥、英超豪門車路士、西甲豪門皇家馬德里及中超球队上海上港。亦曾是葡萄牙國家隊成員。
卡瓦略的踢法較為類似清道夫，包抄功夫不俗，有時更會引球出擊策動反攻。

## 球會生涯
里卡多·卡瓦略早年出身於葡萄牙班霸球會波圖，與穆里尼奥從波尔图時期到切尔西時期都是師徒關係，當摩連奴從波圖轉到切尔西執教後，就已想把愛徒之一的卡瓦略從波圖帶到切尔西，成為「藍戰士」軍團之一。與此同時，後防千瘡百孔的西班牙巨型班皇家馬德里一樣物色卡瓦略。後來，波圖表示，若有球會願意開價高於1600萬英鎊的轉會費，便把卡瓦略出售。最後，切尔西以1985萬鎊得到卡瓦略。
2010年8月11日，卡華路以800萬歐元加盟西甲豪門皇家馬德里，與前教練及啟蒙老師摩連奴重逢。
波圖時代的卡華路曾贏得2003年歐洲足協杯和2004年歐冠杯，轉會車路士後卡華路則為車路士奪得3次聯賽錦標、3次足總盃、2次聯賽盃及2次社區盾。國家隊方面則贏得2004年歐洲國家杯亞軍、2006年世界盃殿軍、2016年歐洲國家杯冠軍。
2017年转会至中超上海上港。

## 榮譽

### 球會

#### 波圖
- 歐洲聯賽冠軍盃：2004年
- 歐洲足協盃：2003年
- 葡萄牙超級足球聯賽：1999年、2003年、2004年
- 葡萄牙盃：2003年

#### 車路士
- 英格蘭超級足球聯賽：2005年、2006年、2010年
- 足總盃：2007年、2009年、2010年
- 聯賽盃：2005年、2007年
- 社區盾：2005年、2009年

#### 皇家馬德里
- 西班牙甲組聯賽：2012年
- 西班牙國王盃：2011年
- 西班牙超級盃：2012年

### 個人
- 歐洲足協年度最佳後衛：2004年
- 歐洲國家盃最佳陣容：2004年
- 葡萄牙年度最佳球員：2003年
- 車路士職球員年度最佳球員：2008年

### 勳章
- 功績勳章指揮官級：2016年